# Bruno Bellone
Bruno Bellone   (Toló, 14 de març de 1962) és un exfutbolista internacional francès que jugava com a lateral, i que va ser 34 cops internacional i va marcar dos gols.